# (4817) Gliba
(4817) Gliba est un astéroïde de la ceinture principale.

## Description
(4817) Gliba est un astéroïde de la ceinture principale. Il fut découvert le 27 février 1984 à La Silla par Henri Debehogne. Il présente une orbite caractérisée par un demi-grand axe de 2,35 UA, une excentricité de 0,21 et une inclinaison de 2,2° par rapport à l'écliptique.

## Compléments